# Banleuca
Banleuca oder Baleuca ist ein mittelalterlicher Rechtsbegriff. Im französischen oder kanadischen Recht wurde der Begriff mit Banlieu oder Banlieue wiedergegeben.

## Bedeutung
Banleuca beschreibt ein Gebiet eines Landes um eine Stadt, eine Abtei oder ein Dorf, das vom übrigen Gebiet abgetrennt ist und durch eigene Rechte geschützt ist. In dem Gebiet der Banleuca, einer Art Bannmeile, lagen die Zwangs- und Strafrechte bei der Stadt, Dorf oder Abtei, der oder dem sie gewährt worden ist. Die Banleuca umfasste das Gebiet, soweit der Gerichtsbann der Stadt reichte. Im Königreich England umfasste die Banleuca zum Teil das gleiche Gebiet wie das dazugehörige Liberty, das war jedoch nicht immer der Fall.
In einem amerikanischen Rechtswörterbuch aus dem Jahr 1916 wird der Begriff allgemein als das Gebiet außerhalb der Mauern, das allerdings noch innerhalb der Gerichtsbarkeit der Stadt liegt, definiert.

## Etymologie
Banleuca selbst ist ein mittellateinischer Begriff. Der Ausdruck ist abgeleitet vom Wort Leuca (Leuge), einem antiken Entfernungsmaß („gallische Meile“), das in Frankreich seit Karl dem Kahlen unter der Bezeichnung Liga bekannt blieb. Sie war mit 1500 Schritten etwas kleiner als die spätere englische Meile. Der andere Wortteil stammt vom germanischen Wort ban, was so viel bedeutet, wie Proklamation oder Edikt eines Oberherrn. Im Deutschen bildete sich mit Bannmeile ein Wort mit ähnlicher Bedeutung. Im Mittelenglischen bildete sich die Bezeichnung bane cruces.
Weitere Nebenformen sind bannileuga, banlauca, banleuga, banlieva, banlia, banleugium, bannileuca. Die gleiche Bedeutung sollen die Begriffe Baugium, baugum und Bauguum haben.

## Beispiel
Ein prominentes Beispiel für eine Banleuca ist die der Abtei St Edmund. Der Abtei ist 945 durch die Krone ein Gebiet zur eigenen Jurisdiktion überlassen worden. Der Archidiakon von St Edmund übte innerhalb des Gebietes weltliche und kirchliche Macht aus. In dem Gebiet der Banleuca konnte kein Pastor (minister) des Königs Autorität ausüben, der Abt konnte sie auch aus dem Gebiet verweisen, aus der Liberty, also der Verwaltungseinheit, jedoch nicht. Innerhalb der Banleuca bestimmte der Abt die Richter und nicht der König. Dies führt auch dazu, dass Geldstrafen (amercement) an den Abt gingen und nicht an den englischen König. Man darf diese Gerichtsbarkeit allerdings nicht als eine Unterscheidung zwischen weltlicher und kirchlicher Gerichtsbarkeit verstehen. Die Banleuca schützte die Abtei auch vor der Gerichtsbarkeit des Bischofs, nicht jedoch des Papstes. Die Banleuca existierte bis zur Auflösung der Klöster durch Heinrich den Achten 1536–41. Das Gebiet wurde dann Bury St Edmunds und erst danach wurde es ihm so möglich Abgeordnete ins Parlament zu senden. Die Erklärung von 945 war jedoch weiterhin bis 1934 Definition der Stadtgrenzen.
Andere Kirchen in England mit dem Status einer Banleuca gab es unter anderem im Bistum York.
Neben dem Königreich England wurde der Begriff Banleuca auch in den deutschen Landen benutzt. Hier wurde Banleuca als Synonym einer Bannmeile genutzt. Auch im Königreich Frankreich wurde in offiziellen lateinischen Edikten von einer Banleuca gesprochen, so beim Verkauf der königlichen Prévóté an die Stadt Amiens. Eine Banleuca war in Frankreich auch der Abtei von Cluny gewährt worden, was nach Einschätzung dazu geführt hat, dass die Äbte sich getraut haben, ihren Einfluss auch über ihr direkt kontrolliertes Gebiet hinaus auszuüben.